# Курбанова, Айшат Магомедовна
Айшат Магомедовна Курбанова (19 ноября 1919, Ругуджа, Гунибский округ, Дагестанская область, Российское государство — 2000) — советская актриса Аварского музыкально-драматического театр имени Гамзата Цадасы. Заслуженный артист РСФСР (1970).

## Биография
В 1937 году, вопреки запрету брата, пришла в Аварский театр, боялась, что не возьмут, но в неё поверили и взяли. В 1956 году Курбанова была удостоена звания «Народный артист Дагестанской АССР», а 23 ноября 1970 года получила звание «Заслуженный артист РСФСР». Она выступала и в комедийных, и в драматических образах пьес русской, западной и национальной драматургии. Проработала в родном Аварском театре более 40 лет

## Театральные работы
- «Молла Насреддин» (М. Курбанов) — вдова Заза-Бика
- «Вдохновенная певица» (Г. Залов) — Анхил Марин
- «Кровавая свадьба» (Федерико Гарсиа Лорка) — теща Леонардо , Смерть
- «Голос Америки» (Борис Лавренев)
- «Свадьба с приданым» (А. Дьяконов)
- «Проделки Скапена» (Мольер)
- «Али с гор» (3. Алиханов)
- «Горцы» (Р. Фатуев)
- «Коварство и любовь» (Ф. Шиллер)
- «Аршин мал алан» (У. Гаджибеков)
- «Без вины виноватые» (А. Островский) — Галчихи
- «Махмуд из Кахаб-Росо» (М. Абасов) — Свекровь
- «В добрый час! (пьеса)|В добрый час!» (В. Розов) — Анастасия Ефремовна
- «Айдемир и Умайганат» (Г. Цадаса) — Умайганат

## Фильмография
- 1977 — «Горянка» — эпизод

## Звания и награды
- Народная артистка Дагестанской АССР (1956).
- Заслуженный артист РСФСР (23.11.1970).